# Ахмад, Ильхам
Ильха́м Ахма́д (курд. Îlham Ehmed, араб. إلهام أحمد‎; род. Африн, Сирия) — курдский политик, дипломат и правозащитница из Сирии, высокопоставленный член левой демократически-конфедеративной партии «Демократический союз» (PYD). 
В 1990-е годы начала политическую карьеру в борьбе за курдскую автономию в Сирии. В настоящее время является главой Департамента внешних связей Демократической автономной администрации Северной и Восточной Сирии (Рожавы). 
До июля 2018 года она была сопредседателем Сирийского демократического совета (MSD) — политического крыла Сирийских демократических сил (SDF), действующего в качестве законодательного органа Рожавы. Входила в Высший курдский совет во время его существования (2012—2013). 

## Жизнь и взгляды
Родившаяся в Африне этническая курдянка, Ахмад открыто высказывается о программной цели полиэтнического характера будущей Сирии. В начале второй кампании в Эр-Ракке в ноябре 2016 года она заявила:
Такая администрация могла бы стать хорошим примером демократических перемен в Ракке, особенно с учётом того, что город на протяжении многих лет является фактической столицей террористической группировки ИГИЛ. Это достижение стало бы серьезным изменением общей ситуации в Сирии и помогло бы стране продвинуться к стабильности и демократическим переменам. Эр-Ракка станет примером для всей страны.

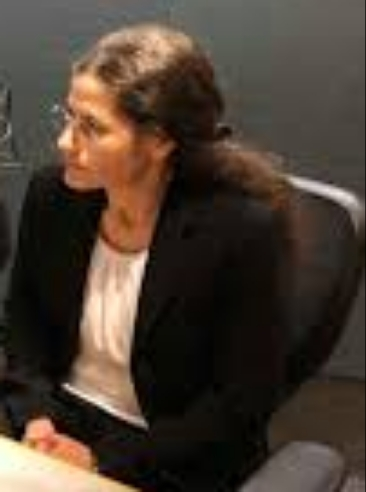
В 2019 году

Будучи вовлечённой в курдское национальное движение с 1990-х годов, Ахмад стремится к децентрализованному правительству в форме федерализированной Сирии. Она утверждает, что местные гражданские советы и администрации смогут возникнуть и утвердиться в Сирийском Курдистане при таком децентрализованном государстве, которое гарантирует права различных сирийских групп, включая свободу слова и гендерное равенство. Она выступает за то, чтобы права курдского народа были гарантированы в сирийской конституции. В июле 2018 года Ахмад, избранная наряду с арабским политиком Мансуром Селумом сопредседателем фактического руководства Рожавы вместо своей предшественницы Хадии Юсеф, приняла участие в переговорах с сирийским правительством в Дамаске относительно услуг, предоставляемых в районах, находящихся под управлением Сирийских демократическизх сил. С тех пор она неоднократно возлагала вину за провал политических переговоров на Дамаск и режим Асада, заявляя:
Правящий режим не изменил своей позиции ни на гуманитарном, ни на политическом уровне. Он не проявил никакой гибкости по отношению к сирийцам, которые с ним не согласны. Он отклонил каналы связи для решения проблем, связанных с последствиями землетрясения и последовавшей за ним гуманитарной катастрофы… Они являются главным препятствием на пути к объединению сирийского видения
После угрозы Турции атаковать Африн и заявлений президента США Дональда Трампа о том, что Соединённые Штаты выведут свои войска с контролируемых СДС территорий в декабре 2018 года, Ахмад с сопредседателем Сирийского демократического совета Риадом Дараром в Париж отправились на переговоры с правительством Франции, чтобы обсудить дальнейшее сотрудничество с дислоцированными здесь французскими войсками.